# Костовский, Александр Никитич
Костовский Александр Никитович (17 марта 1917, Керчь — 27 августа 2005) — советский и украинский математик, кибернетик, программист. Профессор Львовского университета.

## Биографические сведения
Родился Александр Никитович Костовский 17 марта 1917 г. в городе Керчь Таврической губернии в семье рабочего.
В крымской прессе можно встретить упоминания о том, что род Костовских берет свое начало со второй половины XVIII века, когда в 1776 году трое внуков казацкого сотника Гната под фамилией Гнатенков оставили Запорожскую Сечь и пошли в Крым, где род получил фамилию Костовские и взрастил прославленных личностей, преимущественно военных.
В работе Ярослава Тинченко «Офицерский корпус Армии Украинской Народной Республики (1917-1921)» в списках погибших во время битвы Повстанческой армии УНР с большевиками под Базаром 17 ноября 1921 г. со стороны УНР под номером 2075 отмечается военный чиновник Никита Костовский. Был ли этот мужчина отцом Александра Костовского, или просто имел похожее имя — остается до выяснения.
В 1927 г. пошел в первый класс школы. В начале 1932 г. поступил, а в 1934 г. окончил школу фабрично-заводского обучения на станции Мелитополь. Среднее образование получил на вечернем рабочем факультете (1935-1937). В 1937 г. поступил на физико-математический факультет Мелитопольского государственного педагогического института на специальность математика, который окончил с отличием в 1941 г. Ему присвоили квалификацию преподавателя физико-математических дисциплин и звание учителя.

## Научная деятельность
В 1945 г. он прибыл во Львов и успешно сдал экзамены в аспирантуру. Его руководителем стал профессор Станислав Мазур — известный ученый, ученик Стефана Банаха, а несколько позже — профессор Александр Кованько. Во время обучения в аспирантуре началась трудовая деятельность Костовского в университете. В 1947-1948 гг. работал старшим лаборантом кафедры общей физики, 1949 г. — старшим лаборантом кафедры теории вероятности. После успешной защиты в июне 1949 г. кандидатской диссертации с сентября 1949 г.начал работать на должности старшего преподавателя кафедры общей математики и на полставки старшего преподавателя кафедры теоретической механики. С 1 октября 1949 г. его избрали на должность исполняющего обязанности доцента кафедры теоретической механики. После получения диплома кандидата физико-математических наук (21.06.1950) его избрали на должность доцента кафедры общей механики, назначили помощником декана физико-математического факультета. В 1954 г. дополнительно работал доцентом кафедры высшей математики. С сентября 1955 г. выбрали доцентом кафедры математического анализа. С сентября 1959 г. исполняющий обязанности профессора кафедры математического анализа. С 1960 г. с февраля исполнял обязанности профессора кафедры вычислительной математики; исполнял обязанности заведующего кафедрой, а с апреля заведующий кафедры.
Кафедра пополнялась преподавателями факультета (Илья Чулик, Мария Мартыненко) и выпускниками кафедры (Домбровский Ромуальд, Андрей Кардаш, Иосиф Дидух, Михаил Бартиш).
В 1968 г. избрали на должность декана механико-математического факультета. На этой должности он проработал до конца каденции (1971).
В 1970 г. получил звание профессора и за свою работу награжден юбилейной медалью «За доблестный труд». А. Н. Костовский разработал конструктивную геометрию сферографа (гипотетического прибора, с помощью которого можно описывать в пространстве сферы заданного радиуса с заданной точки как из центра).
Начиная с 1969 г. руководил научной темой «Численные методы решения функциональных уравнений», секцией «Теоретической и прикладной кибернетики» при Львовском Доме ученых, был членом редколлегии журнала «Прикладная и вычислительная математика» (Киев) и членом научной секции механико-математических наук и вычислительной техники при научно-методическом совете Минвуза Украины. А. Н. Костовский течение многих лет был членом специализированного Ученого совета Физико-механического института им. Б. Карпенко.
А. Н. Костовский постоянно совмещал свою научную и педагогическую деятельность с организаторской. В течение многих лет В. Н. Костовский возглавлял механико-математический факультет, а затем факультет прикладной математики и механики, где был первым деканом. В 1948 г. опубликовал (в соавторстве) «Сборник задач и упражнений по элементарной математике для участников математических олимпиад», в 1956 г. — труд «Метод Лобачевского решению алгебраических уравнений» (работа выполнена по заказу редакции «Советская школа» по случаю празднования 100-летнего юбилея со дня рождения Н. Лобачевского).
В 1975 г. на базе механико-математического факультета был создан факультет прикладной математики и механики. Первым деканом этого факультета избрали профессора А. Н. Костовского. В соответствии с Указом Президента Украины (№ 30 от 17 февраля 1999 г.) А. Н. Костовский получил в 1999-2000 гг. двухлетнюю государственную стипендию для выдающихся деятелей науки, образования и культуры в области ОБРАЗОВАНИЯ. От 2000 года О. Н. Костовский получил пожизненную стипендию Президента Украины.
27 августа 2005 года на 89 году жизни умер.

## Публикации
Он автор более 100 научных трудов, среди которых три монографии.
Исследования О. Н. Костовского в период 1946-1954 гг. касались проблемы квадрированности поверхностей. А. Н. Костовский впервые определил достаточные условия, при которых для ряда Лорана можно выделять кольцевые области, в которых есть определенное количество нулей. Высокую оценку и всеобщее признание принесло А. Н. Костовскому издание его труда «Геометрические построения одним циркулем» (1959). Эта книга в течение 1960-1986 гг. была издана во многих странах мира: 1960 — Япония, 1961 — Англия (A. N. Kostovsrii Geometrical constructions using compasses only// Pergamon Press), 1962 — США (A. N. Kostovsrii Geometrical constructions using compasses only // Blaisdell Publish in Company), 1964 — Болгария. Издательство «Мир» издало ее испанском (1980 и 1984) и английском (1986).
- Костовский А. М., Волковыский Л. И., Тесленко И. М., Яровой С.  Сборник задач и упражнений по элементарной математике для участников математических олимпиад школьников Львова // Львов: ЛГУ, 1948.
- Кардаш А. И., Костовский А. Н., Рыкалюк Г. Е. Вычислительный центр университета: год основания — 1959. // Шестая Всеукраинская научная конференция «Применение вычислительной техники, математического моделирования и математических методов в научных исследованиях». Львов, 21-23 сентября 1999. Тезисы докладов. C. 43-45.
- Кардаш А. И., Костовский А. Н., Рыкалюк Г. Е. Вычислительном центра университета — 40 лет. // Висн. Львов. ун-ту. Сэр. прим. матем. и информатика. 2000. Вып. 1. С. 127-129.
- Кардаш А. И., Костовский А. Н., Чулик И.  Мажоранти и диаграмм Ньютона функций многих комплексных переменных // Висн. Львов. ун-ту. Сэр. мех.-мат., Вып. 3. 1967. С. 97-116.
- Кардаш А. И., Костовский А. Н., Чулык И. И. Исследование некоторых свойств мажорант и диаграм Ньютона функций многих комплексных переменных и их приложения. // . Всесоюзный симпозиум по теории голоморфных функций многих комплексных переменных, Красноярск, 1969. С 19-21.
- Кардаш А. И., Костовский А. Н., Чулык И. И. Определение области сходимости степенного ряда функций двух комплексных переменных // Вычислительная и прикладная математика, вып 18, Республиканский межведомчий научный сборник. Киев, 1972. С. 163-168.
- Кардаш А. И., Костовский А. Н., Чулык И. И. Диаграмма и мажоранта Ньютона двойного ряда Лорана и их применение. // Тезисы докладов I Республиканской конференции «Вычислительная математика в современном научно-техническом прогрессе». Киев, 1974. С. 255-257.
- Кардаш А. И., Костовский А. Н., Чулык И. И. Характеристика диаграммы и мажоранты Ньютона двойного ряда Дирихле и задача локализации нулей // Вычислительная и прикладная математика, вып 36, Республиканский межведомчий научный сборник. Киев, 1978. С. 84-87.
- Кардаш А. И., Костовский А. Н., Чулык И. И. Приближенный метод определения кривой сопряженных абсцисс сходимости кратного ряда Дирихле // Тезисы докладов II Республиканской конференции «Вычислительная математика в современном научно-техническом прогрессе», Киев, 1978, С 16-17.
- Кардаш А. И., Костовский А. Н., Чулык И. И. Локализация нулей двойного ряда Дирихле // Вычислительная и прикладная математика. Вып 37, Республиканский межведомчий научный сборник. Киев, 1979. С.86-92.
- Кардаш А. И., Костовский А. Н., Чулик И.  О область сходимости двойного ряда Лорана и его асимптотической мажорати Ньютона // Висн. Львов. ун-ту. Сэр. мех.-мат. Вып. 15. «Численные методы анализа». 1979. С. 8-11.
- Кардаш А. И., Костовский А. Н., Чулык И. И. Некоторые применения теории диаграмм и мажорант Ньютона. // Тезисы докладов III Республиканской конференции «Вычислительная математика в современном научно-техническом прогрессе», Киев. 1982. С. 51-53.